# Dubouzetia caudiculata
Dubouzetia caudiculata là một loài thực vật có hoa trong họ Côm. Loài này được Sprague mô tả khoa học đầu tiên năm 1907.